# Деревій
Деревій (Achillea L.) — рід багаторічних трав'янистих рослин родини складноцвітих або айстрових (Asteraceae).

## Назва

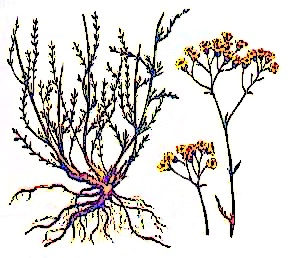
Деревій голий
(Achillea glaberrima)

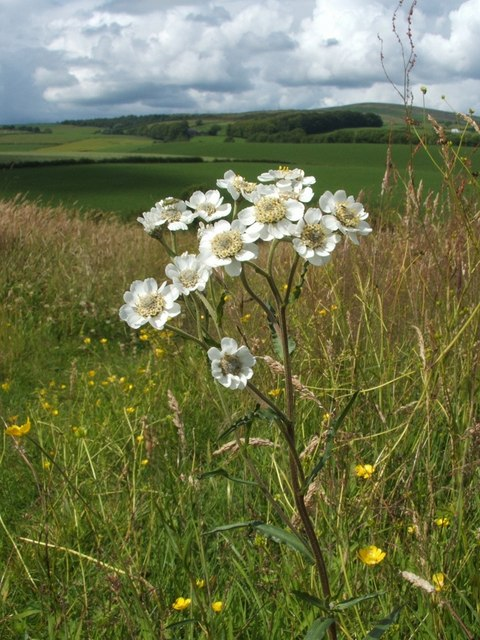
Деревій цілолистий
(Achillea ptarmica)

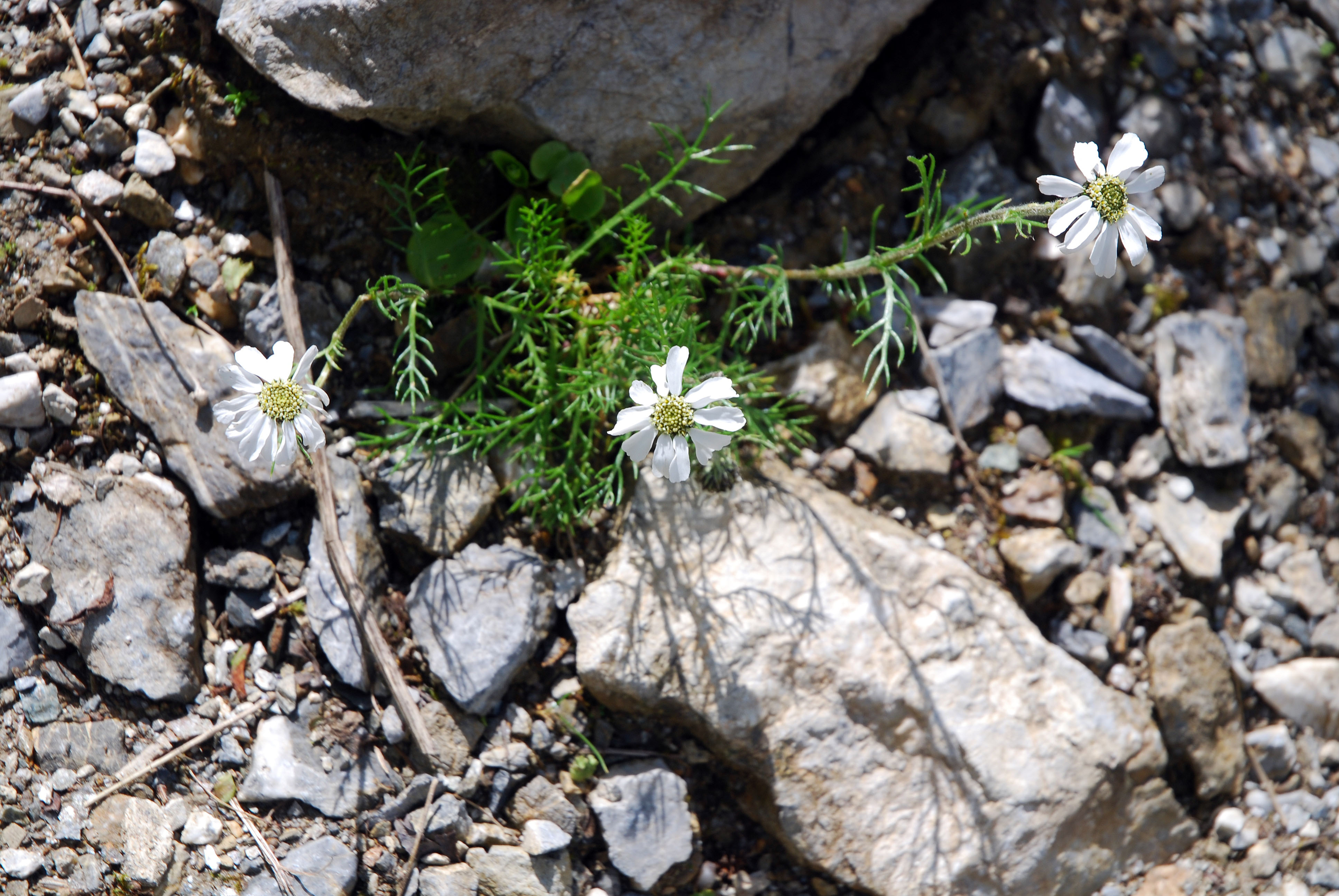
Деревій гостролистий
(Achillea oxyloba)

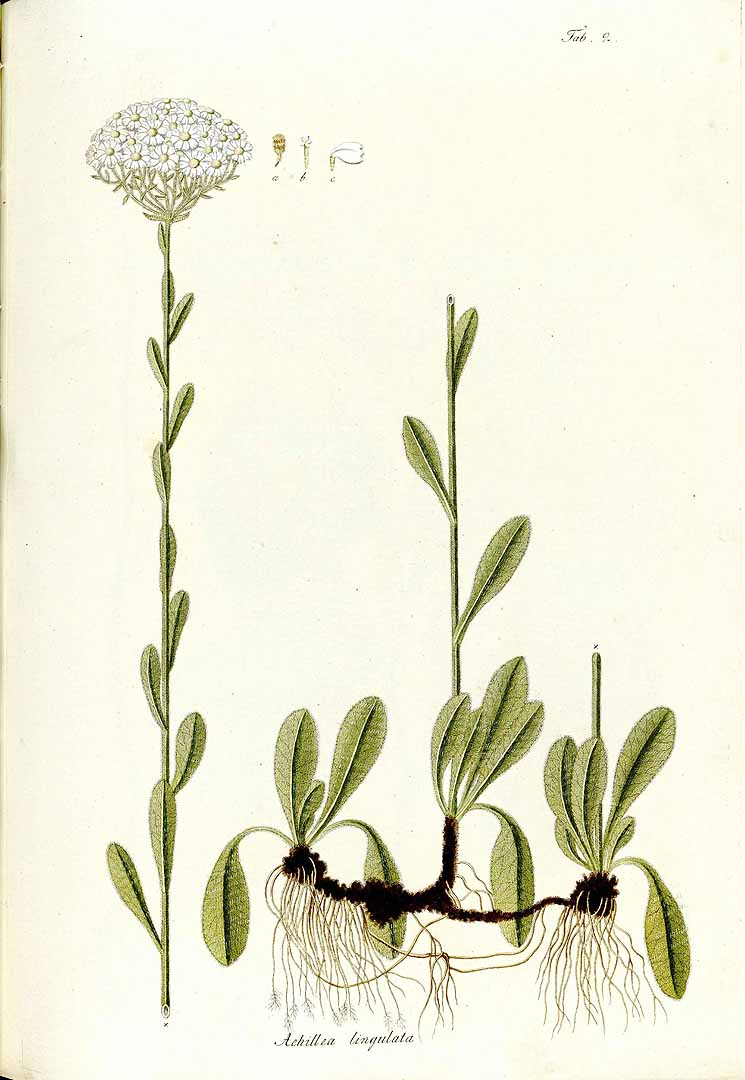
Деревій язиколистий (Achillea lingulata)

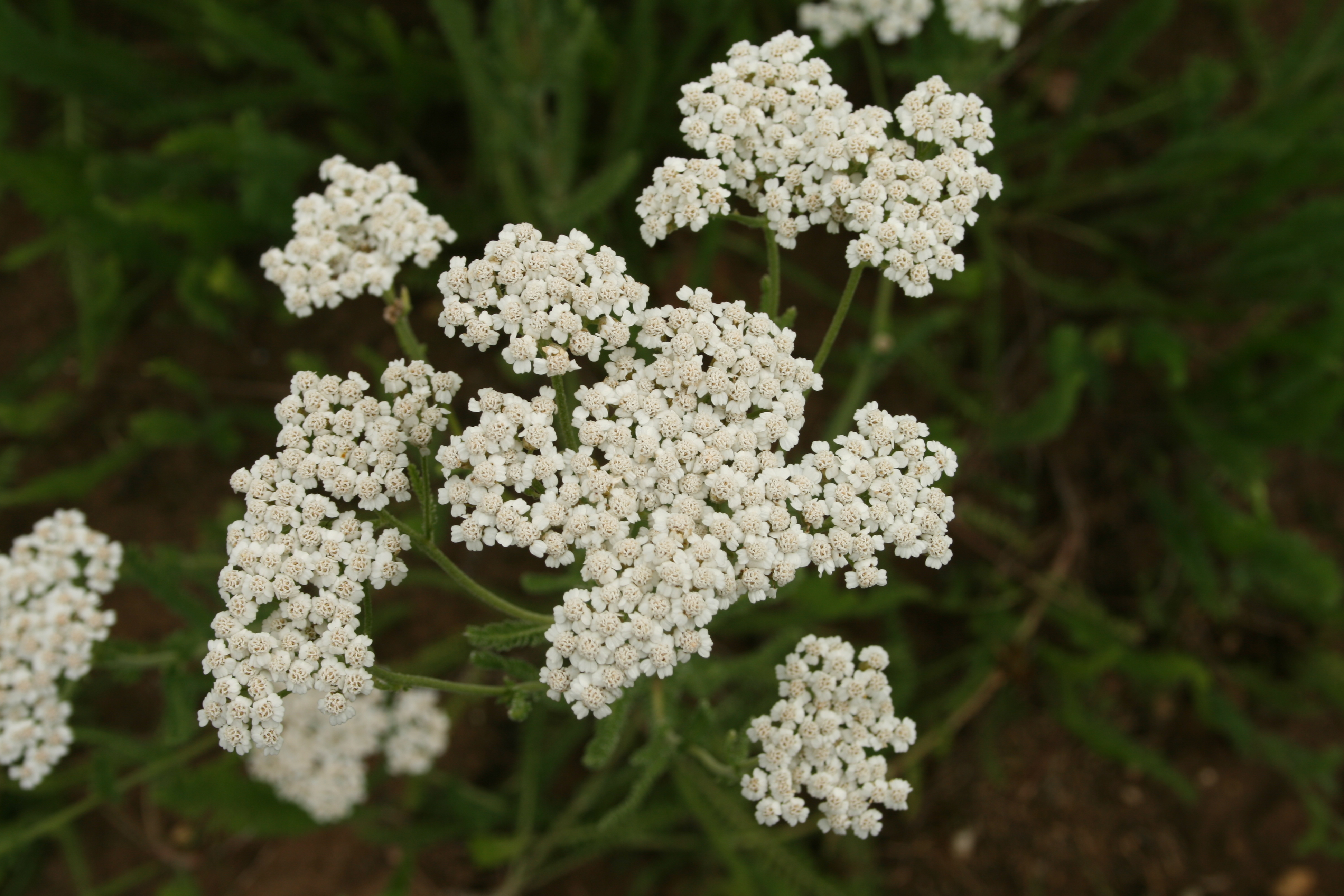
Деревій пагорбовий
(Achillea collina)

Наукова назва Achillea походить від імені давньогрецького міфологічного героя Ахілла, який вперше застосував цю рослину, вилікувавши рану свого друга.

## Загальна біоморфологічна характеристика
Багаторічні трави з цілісним, перисто-лопатевим або перисто-розсіченим листям. Стебла прямостоячі, висхідні. Суцвіття — кошики, дрібні, багатоквіткові, здебільшого зібрані в загальне щитковидне суцвіття, рідше поодинокі; крайові квітки маточкові, язичкові, білі, рожеві, червоні або жовті, серединні — двостатеві, трубчасті. Плід — сім'янка без летючки.

## Поширення
Рід Деревій включає в себе близько 150 описаних видів (Див. Список видів роду Деревій), поширених переважно в помірному поясі Північної півкулі, особливо багато видів в горах і в Середземномор'ї.

### Поширення в Україні
В Україні — 21 вид. Деревій звичайний (Achillea millefolium L., у т. ч. Achillea submillefolium) — найпоширеніший. Деревій пагорбовий (Achillea collina J.Becker ex Rchb.) теж є доволі поширеним. Деревій дрібноцвітий (Achillea micrantha Willd., у т. ч. Achillea birjuczensis Klokov) росте в степу й лісостепу. Деревій хрящуватий (Achillea cartilaginea Ledeb. ex Rchb.) росте спорадично в Поліссі, Лісостепу і Степу. Деревій стиснутий (Achillea coarctata Poir.) росте на пд.-зх. Одеської обл., дуже рідкісний. Деревій розхилений (Achillea distans Waldst. & Kit. ex Willd., у т. ч. Achillea stricta) росте в Карпатах. Деревій заплавний (Achillea inundata Kondr.) є звичайним у Поліссі й Лісостепу, а в Степу й Криму рідкісним. Деревій тонколистий (Achillea leptophylla M.Bieb.) є спорадичним на кам'янистих відслоненнях Степу й пд.-сх. Лісостепу. Деревій язиколистий (Achillea lingulata Waldst. & Kit.) росте в Карпатах, рідкісний. Деревій благородний (Achillea nobilis L.) росте в Поліссі (зрідка), Лісостепу, Степу та Криму. Деревій блідо-жовтий (Achillea ochroleuca Ehrh.) трапляється у Правобережному Степу, рідко. Деревій гостролистий (Achillea oxyloba (DC.) Sch.Bip.) зростає у високогір'ї Карпат. Деревій паннонський (Achillea pannonica Scheele) росте У Лісостепу, Степу та Криму часто, а на Поліссі рідко. Деревій цілолистий (Achillea ptarmica L.) трапляється дуже рідко на вологих луках у Поліссі та Закарпатті. Деревій щетинистий (Achillea setacea Waldst. & Kit.) росте в Лісостепу й Степу спорадично. Деревій степовий (Achillea stepposa Klokov & Krytzka) звичайний у лівобережному Лісостепу й Степу й у Криму. Achillea salicifolia зростає розсіяно майже на всій території.
Деревій голий (Achillea glaberrima Klokov) є ендеміком України — росте лише на гранітних скелях у степовому заповіднику «Кам'яні Могили» Донецької області. Деревій карпатський (Achillea carpatica Blocki ex Dubovik) — ендемік українських і словацьких Карпат. Деревій причорноморський (Achillea euxina Klokov) — ендемік українського Степу. Деревій подовий (Achillea micranthoides Klokov) — ендемік подів Лівобережній Степу України.
Зростає й натуралізований (і декоративний) Achillea filipendulina.

## Використання
Лікарська рослина. У рослинній сировині деревію містяться вуглеводи, алкалоїди, сапоніни, дубильні речовини, флавоноїди та ефірна олія. Настій і рідкий екстракт із свіжого листя і суцвіть Деревія звичайного (і близьких до нього видів) застосовуються як кровоспинний засіб, підсилюють секреторну активність шлунка, розширюють жовчні протоки, знімають спазми в кишечнику а також у складі так званого апетитного чаю.
Деревій звичайний (Achillea millefolium) і деревій цілолистий (Achillea ptarmica) входять до списку дикорослих корисних рослин України.
Є відомості, що стеблини деревія використовувалися у китайському ворожінні (див. Ворожіння по І Цзину на стеблах тисячолисника) ще у 13 ст. до н. е.
Населення багатьох країн використовує деревій як пахучу приправу нарівні з пижмом. У Румунії, Угорщині, Чехії, Словаччині на ньому настоюють лікери і вермут.

## Охорона у природі
Деревій голий (Achillea glaberrima) включений до Червоної книги України видання 2009 року, до Європейського червоного списку тварин і рослин, що знаходяться під загрозою зникнення у світовому масштабі (1991), до Червоної книги Донецької області та до Офіційного переліку регіонально рідкісних рослин Донецької області.
До Червоної книги України видання 2009 року внесені також деревій язиколистий (Achillea lingulata Waldst. & Kit.; синоніми — деревій язичковий, чихавка язичкова, чихавка язиколиста) і деревій гостролистий (Achillea oxyloba (DC.) Sch.Bip.; синоніми — чихавка тонколиста, деревій Шура).